# Mikael Ymer
Mikael Ymer (Skövde, 9 settembre 1998) è un tennista svedese.
Ha disputato una finale in singolare nel circuito maggiore al Winston-Salem Open 2021, mentre in doppio si è aggiudicato il titolo assieme al fratello Elias Ymer allo Stockholm Open 2016. I suoi migliori ranking ATP sono stati il 50º in singolare nell'aprile 2023 e il 187º in doppio nell'ottobre 2017. È stato il nº 3 del mondo tra gli juniores e ha esordito nella squadra svedese di Coppa Davis nel 2015.

## Biografia
Nato da genitori etiopi, inizia a giocare a tennis a 3 anni per essere come il fratello maggiore Elias, che a sua volta intraprenderà la carriera tennistica. Il fratello minore Rafael, nato nel 2006, ha dichiarato di voler seguire le loro orme.

## Carriera

### Tra gli juniores
Tra gli juniores raggiunge il risultato più importante a Wimbledon 2015, dove viene sconfitto in finale da Reilly Opelka col punteggio di 7–6(5), 6-4. Subito dopo vince il singolare agli European Junior Championships, successo con cui si porta al 3º posto mondiale nel ranking di categoria. Nel settembre 2015 disputa l'ultimo torneo juniores arrivando ai quarti agli US Open, chiude l'esperienza dopo aver vinto un totale di 6 titoli tra singolare e doppio. Il bilancio in singolare è di 98 vittorie e 33 sconfitte, superando tra gli altri i futuri campioni Félix Auger-Aliassime, Hubert Hurkacz, Casper Ruud e Denis Shapovalov.

### 2014, inizi da professionista
Fa la sua prima apparizione tra i professionisti nel maggio 2014, durante l'anno partecipa a tre tornei Futures in Svezia, raggiungendo il secondo turno nei primi due, sconfitto rispettivamente dal fratello Elias e da Bastian Trinker e il quarto di finale nell'ultimo torneo battendo in serie Xin Gao e Maxim Dubarenco prima di arrendersi a Isak Arvidsson. Riceve una wildcard per il torneo di qualificazioni dei due tornei ATP 250 svedesi di Stoccolma e Båstad fallendo in entrambe le occasioni. In doppio partecipa al solo ITF Sweden F2 in coppia con Igor Tubic e perdono nei quarti di finale.

### 2015, primo titolo ITF e debutto in Coppa Davis
Inizia l'anno raggiungendo i quarti di finale a due tornei Futures di Adalia e Candia. Esce poi prematuramente dal Sweden F2 di Båstad, prima di conquistare il suo primo titolo al successivo Sweden F3 superando in finale Dragos Nicolae Madaras. A inizio settembre viene sconfitto nei quarti di finale all'ITF Canada F8 da Tennys Sandgren. A fine mese nel Futures di Falun si spinge fino alla semifinale e viene eliminato da Adrian Sikora. Il 4 ottobre raggiunge la sua seconda finale allo Sweden F5 di Danderyd e viene sconfitto da Joe Salisbury. La settimana seguente riceve una wildcard per il torneo ATP di Stoccolma e viene sconfitto al primo turno da Alexander Zverev.
Debutta nella squadra svedese di coppa Davis nel secondo turno di playoff di Gruppo I contro la Danimarca e vince entrambi i singolari contro Frederik Nielsen e Christian Sigsgaard. Supera per la prima volta le qualificazioni in un torneo Challenger allo Slovak Open di Bratislava e viene sconfitto al primo turno dal futuro finalista Lukáš Lacko, mentre la settimana successiva viene sconfitto nelle qualificazioni al Challenger di Brescia dal fratello Elias. In doppio partecipa a quattro tornei del circuito Futures, raggiunge la sua prima finale allo Sweden F2 di Båstad in coppia con Daniel Appelgren e vengono sconfitti da Jonathan Mridha e Fred Simonsson.

### 2016, primo titolo ATP in doppio
A fine agosto si qualifica per il Città di Como Challenger, supera al primo turno Danilo Petrović prima di arrendersi al turno successivo a Marco Cecchinato. Al primo turno di playoff di Coppa Davis contro i Paesi Bassi perde entrambi i singolari contro Robin Haase e Tim van Rijthoven. A inizio ottobre si qualifica per il Challenger Rai Open e perde in semifinale da Jan Satral. Entra in tabellone al Challenger di Casablanca e supera al primo turno Jordi Samper-Montana prima di arrendersi a Damir Džumhur.
La settimana successiva riceve la wildcard per il singolare e il doppio al torneo ATP di Stoccolma. In singolare vince il suo primo incontro in un tabellone principale ATP sconfiggendo il nº 44 del mondo Fernando Verdasco prima di essere eliminato dalla testa di serie nº 3 Ivo Karlović, mentre in doppio col fratello Elias il 23 ottobre vince il suo primo titolo ATP superando in finale Michael Venus e Mate Pavić con un doppio 6–1.

### 2017, una semifinale ATP in doppio
Inizia la stagione vincendo il 5 marzo il Futures di Lilla, battendo in finale Botic van de Zandschulp col punteggio di 6–2, 6–3. Riceve poi una wildcard per il Masters 1000 Miami Open e viene sconfitto al primo turno da Robin Haase. All'ATP 500 di Barcellona viene sconfitto al primo turno da Andreas Seppi. Dopo aver fallito le qualificazioni in diversi Challenger, si spinge in semifinale al Båstad Challenger, sconfitto da Leonardo Mayer. Riceve una wildcard per il 250 di Båstad e viene eliminato da Henri Laaksonen, mentre in doppio in coppia col fratello raggiunge le semifinali. Ad agosto entra nella top 200 mondiale di doppio.

### 2018, una semifinale Challenger in singolare
Nel marzo 2018 vince il suo primo incontro in un Masters 1000 al Miami Open sconfiggendo il nº 56 del ranking Jan-Lennard Struff e viene eliminato da Milos Raonic al secondo turno. Verso fine stagione vince un altro incontro ATP a Bastad. Nei tornei Challenger non va oltre la semifinale raggiunta nella stessa Bastad. Ad agosto entra per la prima volta nella top 300 e a fine stagione si spinge fino alla 255ª posizione.

### 2019, 4 titoli Challenger e top 80 in singolare
Nel gennaio 2019 vince il primo titolo Challenger in carriera agli Internationaux de Nouvelle-Calédonie superando in finale Noah Rubin, successo con cui entra nella top 200 del ranking. A maggio fa la sua prima esperienza in una prova del Grande Slam al Roland Garros, supera le qualificazioni, sconfigge quindi Blaž Rola ed esce al secondo turno per mano di Alexander Zverev. Esce al turno decisivo delle qualificazioni a Wimbledon e agli US Open. Nel corso della stagione disputa altre 5 finali Challenger e si aggiudica quelle di Tampere, Orléans e Mouilleron-le-Captif. A settembre entra nella top 100 e il mese successivo porta il best ranking al 73º posto mondiale. Era dal giugno 2012 che nessun tennista svedese figurava nella top 100 di singolare. A fine anno si qualifica per le Next Gen Atp Finals, vince il primo incontro di round-robin contro Ugo Humbert e viene eliminato con le sconfitte subite da Jannik Sinner e Frances Tiafoe.

### 2020, top 70 del ranking
Al torneo ATP di Auckland supera le qualificazioni e si prende la rivincita su Frances Tiafoe; viene eliminato negli ottavi di finale da Hubert Hurkacz. Agli Australian Open elimina al primo turno Uchiyama prima di capitolare contro la testa di serie nº 16 Karen Chačanov in cinque set. All'ATP di Montpellier elimina al primo turno la giovane promessa Jannik Sinner in due set per poi cedere al turno successivo contro Filip Krajinović. Esce al secondo turno anche a Marsiglia, sconfitto da Stefanos Tsitsipas dopo aver eliminato Richard Gasquet. Il 2 marzo 2020 porta il best ranking alla 67ª posizione della classifica ATP. Nello scorcio di stagione dopo la lunga sosta del tennis mondiale dovuta alla pandemia di Covid-19 ottiene due sole vittorie alle qualificazioni degli Internazionali d'Italia.

### 2021, prima finale ATP in singolare
Raggiunge per la prima volta il terzo turno in una prova dello Slam agli Australian Open 2021 e viene eliminato da Stefanos Tsitsipas dopo i successi sul nº 30 del mondo Hubert Hurkacz e sull'emergente Carlos Alcaraz. Si spinge fino al terzo turno anche al Miami Open, e perde contro Emil Ruusuvuori, e al Roland Garros, dove ha la meglio sul nº 15 del mondo Gaël Monfils e viene eliminato da Sinner. Supera per la prima volta il primo turno a Wimbledon con il successo su Jo-Wilfried Tsonga e viene fermato da Félix Auger-Aliassime. Disputa per la prima volta i quarti di finale in un torneo ATP a Gstaad e raccoglie tre soli giochi contro il nº 249 ATP Vit Kopriva. Si ripete arrivando ai quarti al successivo Austrian Open e strappa un set a Casper Ruud. Ad agosto disputa la sua prima finale del circuito maggiore al Winston-Salem, supera tra gli altri i top 60 Albert Ramos Viñolas, Frances Tiafoe e Carlos Alcaraz e cede a Il'ja Ivaška con il punteggio di 0–6, 2–6. È la prima finale raggiunta da un tennista svedese dopo il successo di Robin Söderling allo Swedish Open 2011. Nel prosieguo della stagione vince un solo incontro nei tabelloni principali ATP.

### 2022, 4 semifinali ATP
Dopo i quarti raggiunti all'Adelaide 1 e la semifinale a Montpellier raccoglie altre sei sconfitte consecutive e torna al successo al Roland Garros, dove esce al terzo turno sconfitto da Stefanos Tsitsipas. A Wimbledon perde al secondo turno contro Sinner e ad agosto torna a disputare una semifinale ATP a Washington, dove cede a Nick Kyrgios. A settembre arrivano le vittorie in Coppa Davis contro il nº 17 del mondo Diego Schwartzman e il nº 11 Jannik Sinner, che non bastano alla Svezia per qualificarsi ai quarti. Verso fine anno raggiunge la semifinale a Metz – dove viene sconfitto da Stan Wawrinka – e la semifinale a Firenze, dove cede a Jeffrey John Wolf dopo aver eliminato Aslan Karacev. Subisce un'altra sconfitta contro Tsitsipas nei quarti a Stoccolma e al Paris Masters sfiora l'impresa al secondo turno perdendo nel tie-break decisivo contro il nº 8 del mondo Félix Auger-Aliassime.

### 2023-2024, top 50, primo top 10 battuto squalifica e temporaneo ritiro
A inizio stagione viene eliminato nei quarti di finale da Soonwoo Kwon all'Adelaide 2. A fine gennaio perde la finale contro David Goffin al Challenger 125 di Ottignies-Louvain-la-Neuve Open, migliora così il best ranking dopo quasi tre anni portandosi alla 60ª posizione mondiale. Continua l'ascesa dopo i quarti di finale raggiunti a Marsiglia e il secondo turno all'ATP 500 di Dubai. Nonostante la sosta forzata dovuta all'infortunio alla caviglia subito in marzo al Miami Open, ad aprile porta il best ranking alla 50ª posizione. Rientra a maggio inoltrato e si spinge fino ai quarti al Challenger 175 di Bordeaux, mentre esce al primo turno al Roland Garros. Il 6 luglio elimina Taylor Fritz da Wimbledon in 5 set, nonostante il vantaggio di 2 set dello statunitense. Batte così, per la prima volta, un top 10 del ranking ATP arrivando al terzo turno di Wimbledon, dove viene eliminato dal colombiano Daniel Elahi Galán.
Viene sospeso poco dopo per 18 mesi per aver saltato tre controlli antidoping, come viene giudicato dalla Corte Arbitrale dello Sport a cui s'era appellata l'ITF dopo una prima assoluzione nel giugno del 2022 da parte di un tribunale indipendente.  Molto provato dalla vicenda, il tennista si è ritirato il 25 agosto 2023, con un breve annuncio sui social network. Nell'aprile 2024 fa sapere di aver cambiato idea e che tornerà a giocare quando scade la squalifica.

### 2025, rientro
Vince al rientro in attività a gennaio un torneo ITF M25 a Esch-sur-Alzette, in Lussemburgo. Nel prosieguo della stagione riprende a giocare anche nel circuito Challenger, nel circuito maggiore e in Coppa Davis senza conseguire grandi risultati. Continua a risalire nel ranking anche con un'altra finale disputata in un torneo ITF M25.

## Statistiche

### Singolare

#### Finali perse (1)
| Legenda              |
| Grande Slam (0)      |
| ATP Finals (0)       |
| ATP Masters 1000 (0) |
| ATP Tour 500 (0)     |
| ATP Tour 250 (1)     |

| N. | Data           | Torneo                            | Superficie | Avversario in finale | Punteggio |
| 1. | 28 agosto 2021 | Winston-Salem Open, Winston-Salem | Cemento    | Il'ja Ivaška         | 0–6, 2–6  |

### Doppio

#### Vittorie (1)
| Legenda doppio       |
| Grande Slam (0)      |
| ATP Finals (0)       |
| ATP Masters 1000 (0) |
| ATP Tour 500 (0)     |
| ATP Tour 250 (1)     |

| N. | Data            | Torneo                    | Superficie  | Compagno   | Avversari in Finale      | Punteggio |
| 1. | 23 ottobre 2016 | Stockholm Open, Stoccolma | Cemento (i) | Elias Ymer | Michael Venus Mate Pavić | 6–1, 6–1  |

### Tornei minori

#### Singolare

##### Vittorie (7)
| Legenda tornei minori |
| Challenger (4)        |
| Futures (3)           |

| N. | Data            | Torneo                                                   | Superficie    | Avversario in finale    | Punteggio     |
| 1. | 17 maggio 2015  | Sweden F3, Båstad                                        | Terra rossa   | Dragos Nicolae Madaras  | 2–6, 6–1, 6–2 |
| 2. | 5 marzo 2017    | France F4, Lilla                                         | Cemento (i)   | Botic van de Zandschulp | 6–2, 6–3      |
| 3. | 6 gennaio 2019  | Internationaux de Nouvelle-Calédonie, Numea              | Cemento       | Noah Rubin              | 6–3, 6–3      |
| 4. | luglio 2019     | Tampere Open, Tampere                                    | Terra battuta | Tallon Griekspoor       | 6–3, 5–7, 6–3 |
| 5. | settembre 2019  | Open d'Orléans, Orléans                                  | Cemento (i)   | Grégoire Barrère        | 6–3, 7–5      |
| 6. | ottobre 2019    | Internationaux de Tennis de Vendée, Mouilleron-le-Captif | Cemento (i)   | Mathias Bourgue         | 6–1, 6–4      |
| 7. | 26 gennaio 2025 | Lussemburgo M25, Esch-sur-Alzette                        | Cemento (i)   | Nicolai Budkov Kjaer    | 6–1, 5–7, 6–2 |

##### Finali perse (5)
| Legenda tornei minori |
| Challenger (3)        |
| Futures (2)           |

| N. | Data            | Torneo                                                | Superficie  | Avversario in finale    | Punteggio        |
| 1. | 4 ottobre 2015  | Sweden F5, Danderyd                                   | Cemento (i) | Joe Salisbury           | 6(3)–7, 6–3, 3–6 |
| 2. | 14 aprile 2019  | Murcia Open, Murcia                                   | Terra rossa | Roberto Carballés Baena | 6–2, 0–6, 2–6    |
| 3. | maggio 2019     | Tournoi International de Tennis de Bordeaux, Bordeaux | Terra rossa | Lucas Pouille           | 3–6, 3–6         |
| 4. | 29 gennaio 2023 | BW Open, Ottignies-Louvain-la-Neuve                   | Cemento (i) | David Goffin            | 4–6, 1–6         |

#### Doppio

##### Finali perse
| Legenda tornei minori |
| Challenger (0)        |
| Futures (1)           |

| N. | Data           | Torneo            | Superficie  | Compagno         | Avversari in finale            | Punteggio           |
| 1. | 10 maggio 2015 | Sweden F2, Båstad | Terra rossa | Daniel Appelgren | Jonathan Mridha Fred Simonsson | 1–6, 7–6(5), [7–10] |